# Liste der Biografien/Camu
Liste der Biografien |
Portal Biografien |
Personensuche
# |
A |
B |
C |
D |
E |
F |
G |
H |
I |
J |
K |
L |
M |
N |
O |
P |
Q |
R |
S |
T |
U |
V |
W |
X |
Y |
Z |
?
 
Ca |
Cb |
Cc |
Ce |
Ch |
Ci |
Cj |
Ck |
Cl |
Cm |
Cn |
Co |
Cr |
Cs |
Ct |
Cu |
Cv |
Cw |
Cy |
Cz
 
Caa–Cag |
Cah |
Cai |
Caj |
Cak |
Cal |
Cam |
Can |
Cao–Cap |
Caq |
Car |
Cas |
Cat–Caz
 
Cama |
Camb |
Camc |
Camd |
Came |
Cami |
Camk |
Caml |
Camm |
Camn |
Camo |
Camp |
Camr |
Cams |
Camt |
Camu
Die Liste der Biografien führt alle Personen auf, die in der deutschsprachigen Wikipedia einen Artikel haben. Dieses ist eine Teilliste mit 41 Einträgen von Personen, deren Namen mit den Buchstaben „Camu“ beginnt.

## Camu
- Camu Tao (1977–2008), US-amerikanischer Rapper und Musikproduzent
- Camu, Carl (1937–1999), deutscher Grafiker

### Camuc
- Camuccini, Vincenzo (1771–1844), italienischer Maler der Neoklassik

### Camul
- Camulogenus († 52 v. Chr.), keltischer Feldherr

### Camun
- Camuñas Gallego, Javier (* 1980), spanischer Fußballspieler

### Camur
- Camurius Clemens, Gaius, römischer Offizier (Kaiserzeit)
- Camurius Numisius Iunior, Quintus, römischer Suffektkonsul (161)

### Camus
- Camus, Aimée Antoinette (1879–1965), französische Botanikerin
- Camus, Albert (1913–1960), französischer SchriftstellerAlbert Camus (1913–1960)

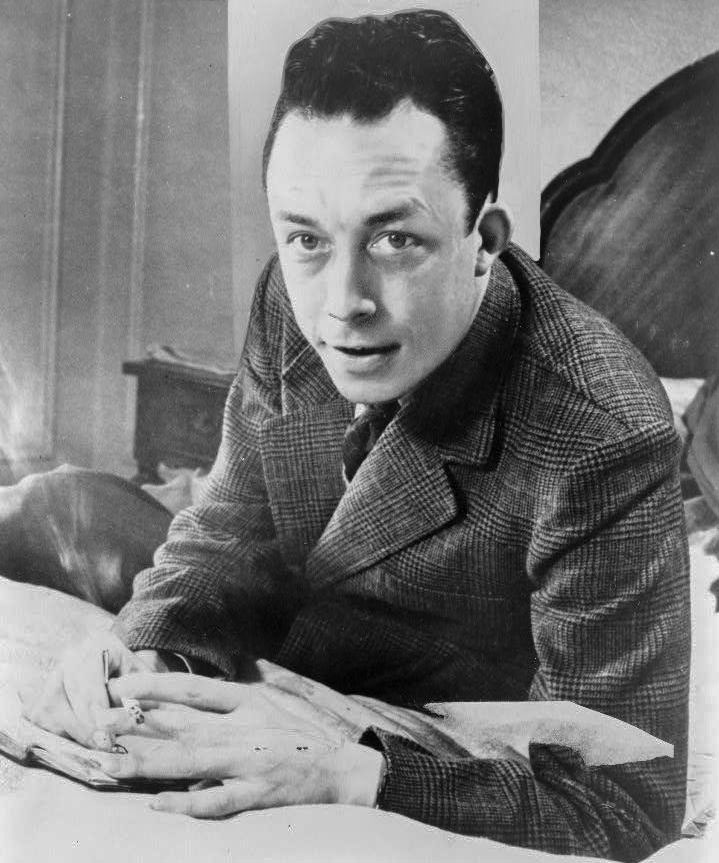
Albert Camus (1913–1960)

- Camus, Armand Gaston (1740–1804), französischer Politiker
- Camus, Carlos (1927–2014), chilenischer Geistlicher, römisch-katholischer Bischof von Linares
- Camus, Charles Étienne Louis (1699–1768), französischer Mathematiker und Physiker
- Camus, Eduardo, chilenischer Fußballspieler
- Camus, Guy (1921–2006), französischer Biologe und Hochschullehrer
- Camus, Guy (1941–1999), französischer Geologe und Vulkanologe
- Camus, Jean-Denis-François (1752–1814), französischer römisch-katholischer Generalvikar und nomineller Bischof des Bistums Aachen
- Camus, Jean-Marie (1877–1955), französischer Bildhauer
- Camus, Jean-Pierre (1584–1652), französischer römisch-katholischer Bischof und Schriftsteller des Barock
- Camus, Jean-Yves (* 1958), französischer Politikwissenschaftler und Rechtsextremismusforscher
- Camus, Marcel (1912–1982), französischer Regisseur
- Camus, Mario (1935–2021), spanischer Filmregisseur und Drehbuchautor
- Camus, Matilde (1919–2012), spanische Dichterin und Schriftstellerin
- Camus, Patrick (* 1956), französischer Autorennfahrer
- Camus, Paula (* 2002), spanische Wasserballspielerin
- Camus, Philippe (* 1948), französischer Geschäftsmann
- Camus, Pierre (1885–1948), französischer Flötist, Komponist, Lehrer und Dirigent
- Camus, Pierre-François (1781–1853), französischer Dramatiker und Arzt
- Camus, Raoul F. (* 1930), US-amerikanischer Musikwissenschaftler, Musikdirektor, Militärmusiker und emeritierter Musikprofessor
- Camus, Renaud (* 1946), französischer Schriftsteller, Philosoph und PolitikerRenaud Camus (* 1946)

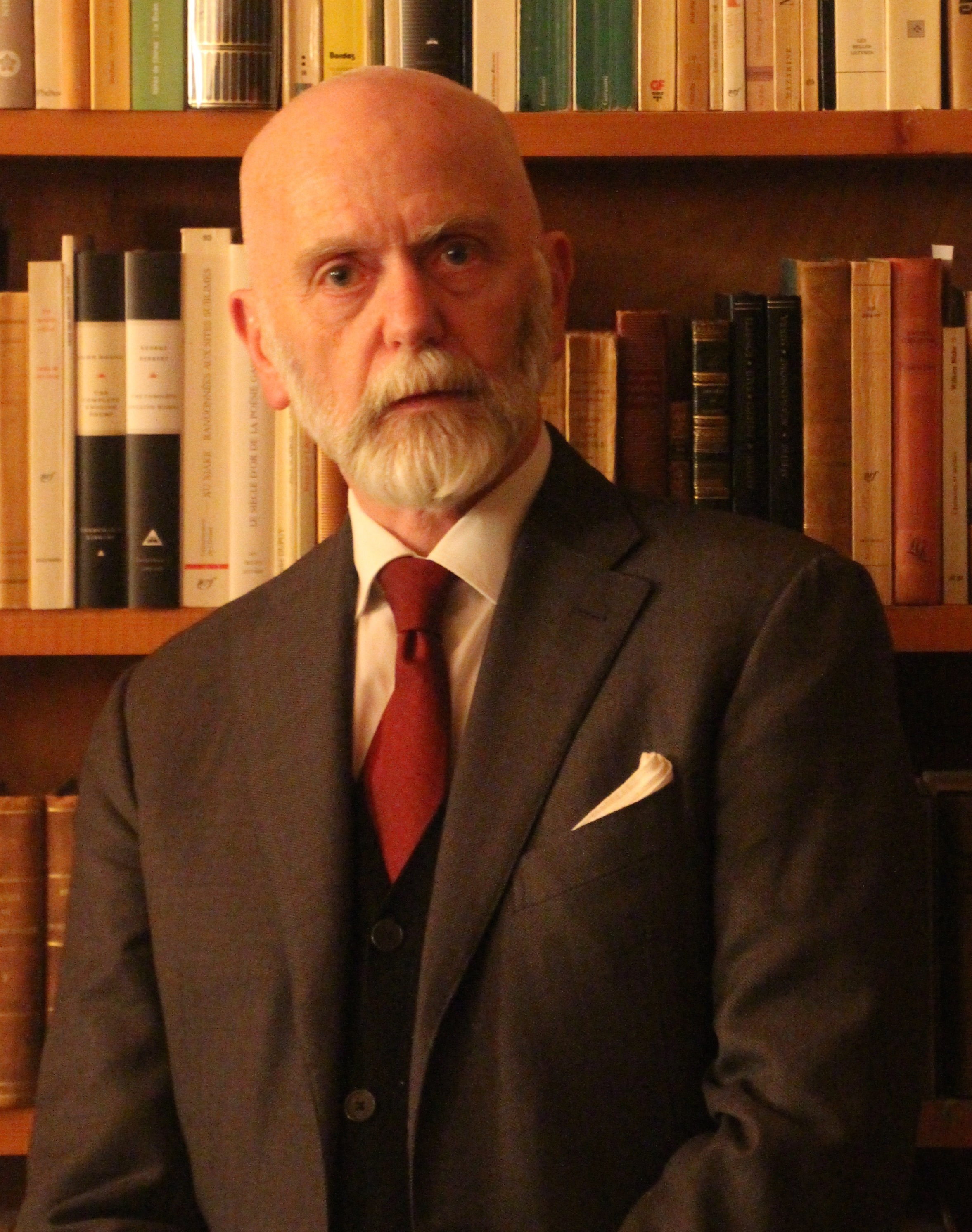
Renaud Camus (* 1946)

- Camus, Yves (* 1930), französischer Sprinter
- Camussa, Piergiorgio (* 1981), italienischer Radrennfahrer
- Camussi, Ezio (1883–1956), italienischer Komponist
- Camusso, Francesco (1908–1995), italienischer Radrennfahrer

### Camut
- Camuti, Louis J. (1893–1981), US-amerikanischer Tierarzt und Autor italienischer Abstammung
- Camuto, Maurício Agostinho (* 1963), angolanischer Ordensgeistlicher und römisch-katholischer Bischof von Caxito

### Camuz
- Camuz, Evrim (* 1988), deutsche Politikerin (Bündnis 90/Die Grünen), MdL
- Camuzet, Roger (1895–1983), französischer Unternehmer, Politiker und Autorennfahrer
- Camuzi, Gideon von (1799–1879), deutscher Gutsherr, Bürgermeister und bayerischer Landtagsabgeordneter
- Camuzio, Andrea († 1587), Schweizer Mediziner und Hochschullehrer
- Camuzzi, Arnoldo (1838–1895), Schweizer Landschaftsmaler
- Camuzzi, Demetrio (1858–1899), Schweizer Architekt und Politiker